# Monumento funebre a Ilaria del Carretto

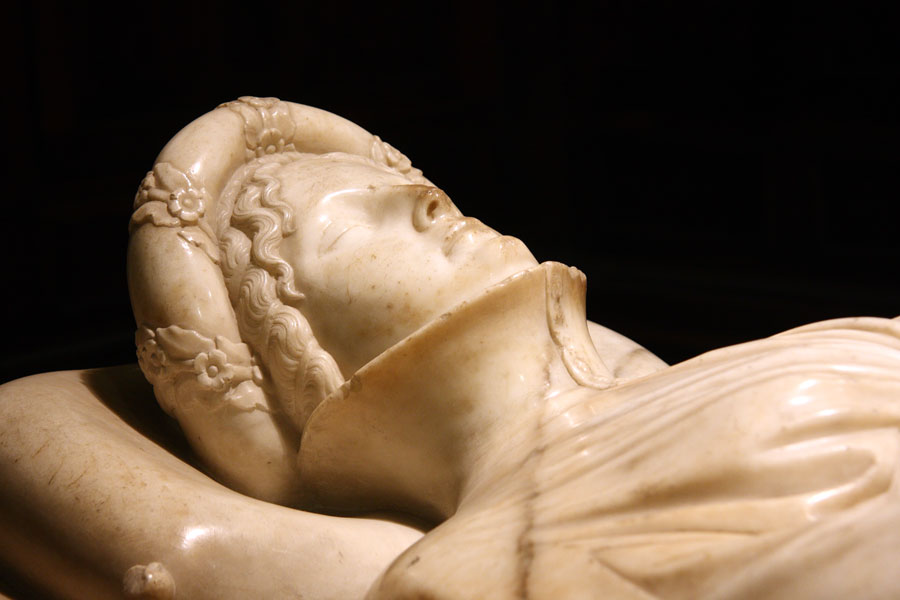
Dettaglio del viso

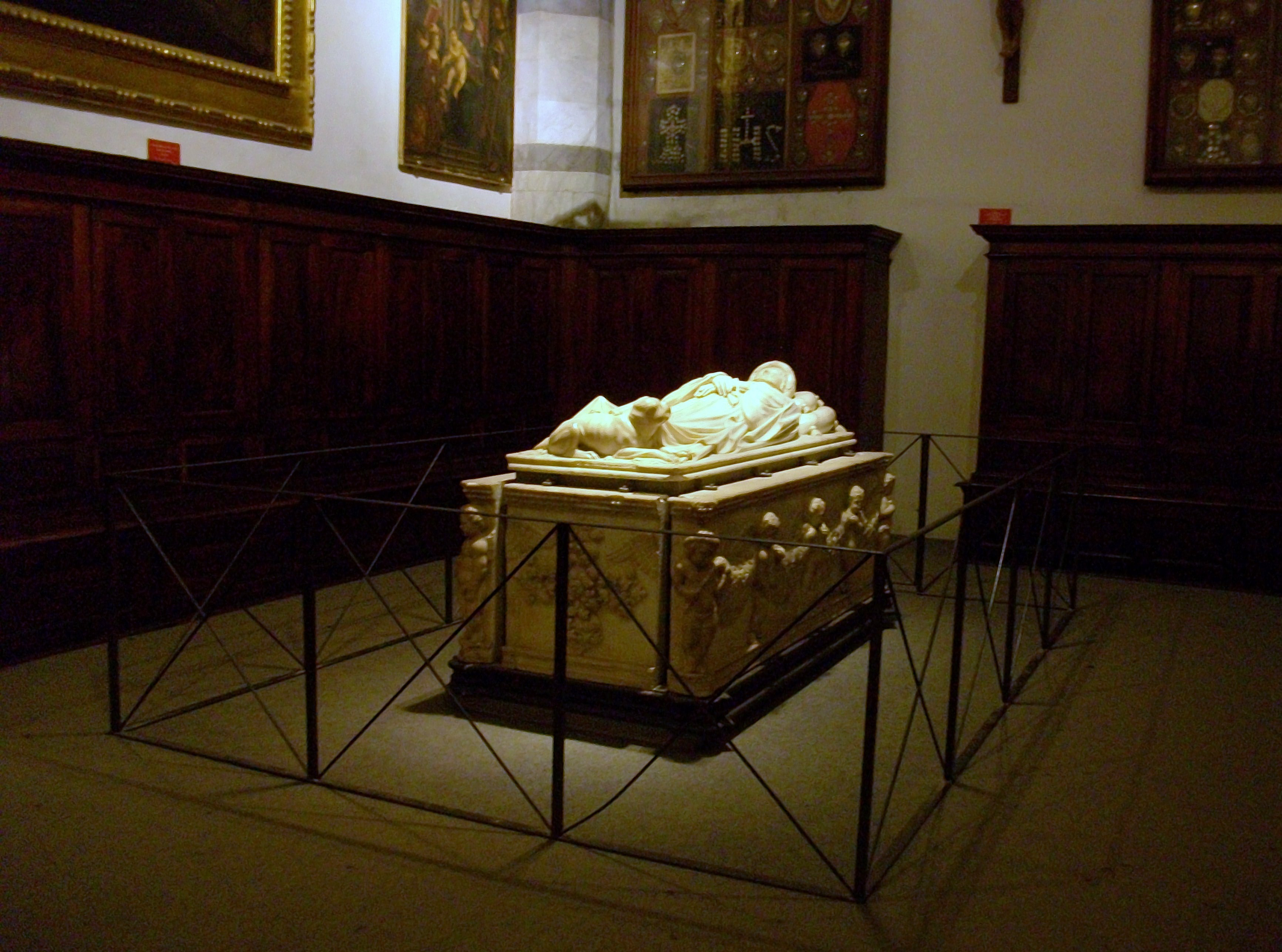
Il monumento all'interno della cattedrale

Il monumento funebre a Ilaria del Carretto è un'opera scultorea di Jacopo della Quercia, risalente al 1406-1408 e conservata nella cattedrale di San Martino a Lucca. Fu commissionata da Paolo Guinigi per la moglie Ilaria del Carretto. Il sarcofago è in marmo ed è considerato tra i migliori esempi di scultura funeraria italiana del XV secolo.

## Storia
Ilaria del Carretto era la giovane moglie di Paolo Guinigi, signore di Lucca tra il 1400 e il 1430, che aveva sposato nel 1403. Quando morì, a soli venticinque anni, il marito contattò lo scultore Jacopo della Quercia, che lavorò all'opera dal 1406 al 1408. Il corpo di Ilaria non venne mai deposto però nel sarcofago; recenti studi archeologici del 2012 rimanderebbero il luogo di sepoltura nella chiesa di San Francesco a Lucca.
Il sarcofago venne posto nel duomo di San Martino in prossimità di un altare gestito dalla famiglia Guinigi. Quando Paolo, signore di Lucca, fu cacciato dalla città nel 1430, i suoi beni furono confiscati ed anche il sarcofago di Ilaria venne spogliato delle decorazioni laterali. Il sarcofago dall'originale posizione bene in vista nella chiesa fu spostato in posizione defilata nei pressi della sacrestia. Nel 1488 artisti locali scolpirono nuove fiancate, anche se successivamente le originali vennero ritrovate e poste nuovamente ai lati del sarcofago. Successivamente venne spostato nel transetto dove è rimasto fino a pochi anni fa, quando, a seguito di un intervento di restauro ai muri portanti della chiesa, si dovette spostarlo nuovamente.
Ad oggi il sarcofago è stato dotato nuovamente delle parti sottratte ed è stato posizionato all'interno della sacrestia dove è visitabile. 
Una campagna di scavi svoltasi nel 2012 nella cappella di Santa Lucia, a Lucca, ha permesso il ritrovamento di quelli che potrebbero essere considerati i resti di Ilaria Del Carretto, insieme ad altre due mogli di Paolo Guinigi.

## Descrizione e stile
Il sarcofago marmoreo raffigura la ragazza dormiente, a grandezza pressoché reale, riccamente abbigliata e giacente su un catafalco decorato con putti reggifestone. La ragazza ha i capelli raccolti in una tipica acconciatura dell'epoca che si chiama cercine (inizio Quattrocento) mediante una fascia imbottita e la testa è appoggiata su due cuscini. Anche l'abbigliamento con cui la donna è ritratta riflette la moda dell'epoca, con la pellanda stretta sotto il seno da una fascia, le vesti abbondanti di stoffa e il colletto rigido (si confronti con le miniature dei fratelli Limbourg nel Les Tres Riches Heures). 

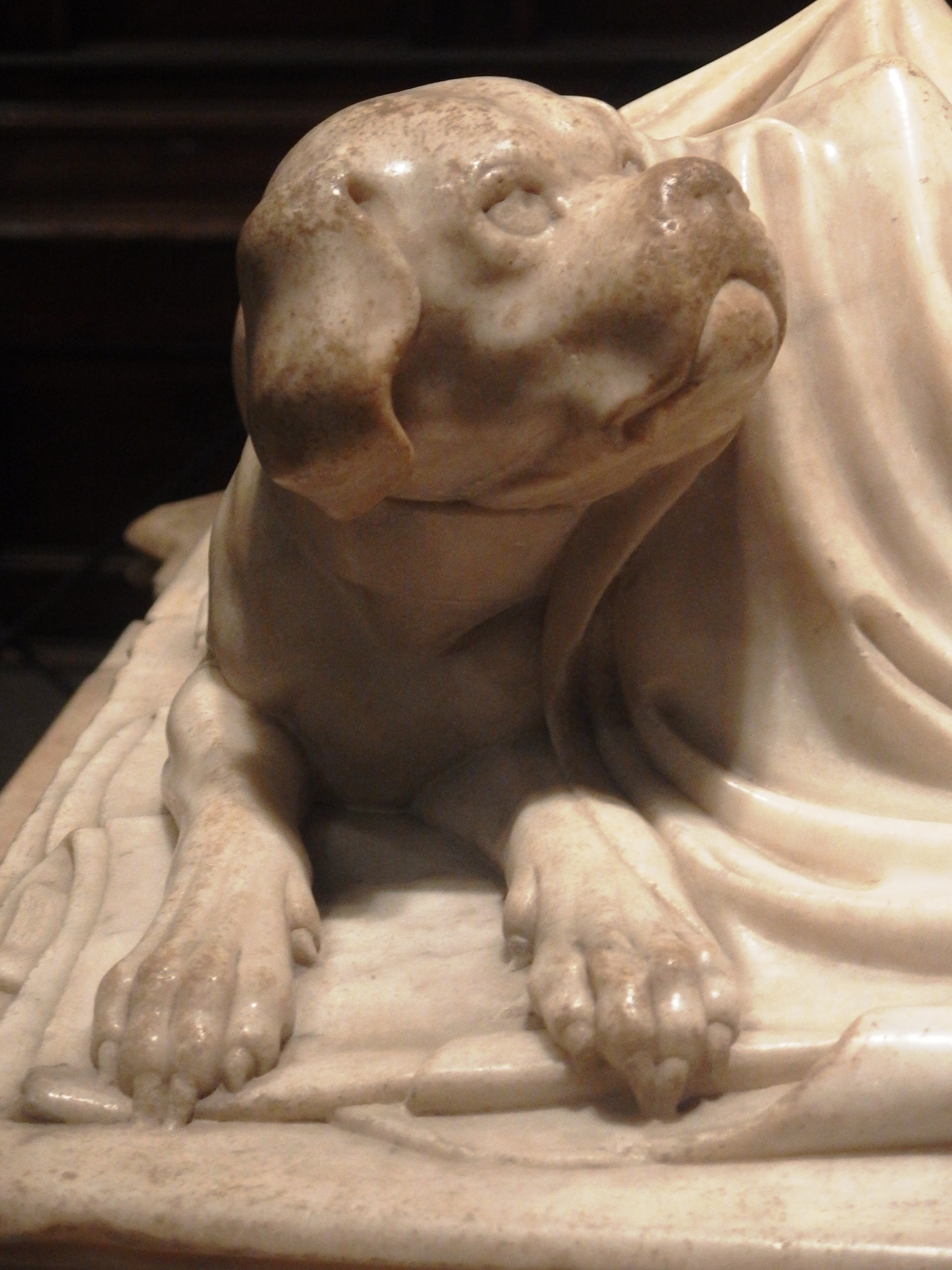
Dettaglio del cane

Il ritratto è dolce ed elegante, con uno struggente contrasto tra la bellezza del soggetto e lo stato di morte che è entrato nell'immaginario collettivo. Il panneggio è ancora tardogotico, allineato con la coeva scultura borgognona, ma il ritratto è caratterizzato individualmente, frutto della lezione del nuovo Umanesimo, mentre il motivo dei putti con festoni sui fianchi è un'esplicita citazione classica.
Ai piedi della ragazza è accoccolato un cagnolino, simbolo della fedeltà coniugale e trattato con notevole realismo.